# 麥可·奧爾森
麥可·大衛·奧爾森（英語：Michael David Olson，1979年6月5日—）為美國籃球教練、前運動員。

## 教練生涯
2018年7月25日，奧爾森與B2聯賽東京八王子蜜蜂列車簽下副教練合約。2019年4月5日，經雙方同意東京八王子蜜蜂列車終止奧爾森的合約。
2023年8月14日，T1聯盟台啤雲豹宣布由奧爾森接任總教練一職。2024年1月13日，台啤永豐雲豹宣佈與總教練歐森終止合作關係，並由球團顧問周俊三暫代總教練一職。

## 執教戰績
T1聯盟
| 年度     | 球隊         | 例行賽 | 例行賽 | 例行賽 | 例行賽 | 季後賽 |
| 年度     | 球隊         | 出賽   | 勝場   | 敗場   | 勝率   | 季後賽 |
| -------- | ------------ | ------ | ------ | ------ | ------ | ------ |
| 2023–24  | 台啤永豐雲豹 | 12     | 8      | 4      | .667   |        |
| 總計:1年 | 總計:1年     | 12     | 8      | 4      | .667   |        |

## 外部連結
- 麥可·奧爾森在fiba.basketball（英语）
- 麥可·奧爾森在Eurobasket.com（教練）（英语）